# Aristolochia nevesarmondiana
Aristolochia nevesarmondiana är en piprankeväxtart som beskrevs av Frederico Carlos Hoehne. Aristolochia nevesarmondiana ingår i släktet piprankor, och familjen piprankeväxter. Inga underarter finns listade i Catalogue of Life.